# Velká cena Kataru silničních motocyklů 2025
Velká cena Kataru 2025 (oficiálně Qatar Airways Grand Prix of Qatar) byl čtvrtý závodní víkend mistrovství světa silničních motocyklů 2025. Konal se ve dnech 11. – 13. dubna 2025 na okruhu Losail International Circuit v Lusailu, Kataru. Jednalo se o jediný závodní víkend v roce 2025, kdy se závody konaly v noci za umělého osvětlení.

## Výsledky sprintu MotoGP
| Poř.                                                       | Č. | Jezdec                | Tým                                  | Výrobce | Kol | Čas       | St. | Body |
| ---------------------------------------------------------- | -- | --------------------- | ------------------------------------ | ------- | --- | --------- | --- | ---- |
| 1                                                          | 93 | Marc Márquez          | Ducati Lenovo Team                   | Ducati  | 11  | 20:38.304 | 1   | 12   |
| 2                                                          | 73 | Álex Márquez          | BK8 Gresini Racing MotoGP            | Ducati  | 11  | +1.577    | 2   | 9    |
| 3                                                          | 21 | Franco Morbidelli     | Pertamina Enduro VR46 Racing Team    | Ducati  | 11  | +3.988    | 4   | 7    |
| 4                                                          | 54 | Fermín Aldeguer       | BK8 Gresini Racing MotoGP            | Ducati  | 11  | +4.369    | 8   | 6    |
| 5                                                          | 20 | Fabio Quartararo      | Monster Energy Yamaha Factory Racing | Yamaha  | 11  | +4.593    | 3   | 5    |
| 6                                                          | 49 | Fabio Di Giannantonio | Pertamina Enduro VR46 Racing Team    | Ducati  | 11  | +5.099    | 5   | 4    |
| 7                                                          | 79 | Ai Ogura              | Trackhouse Racing                    | Aprilia | 11  | +10.199   | 10  | 3    |
| 8                                                          | 63 | Francesco Bagnaia     | Ducati Lenovo Team                   | Ducati  | 11  | +10.334   | 11  | 2    |
| 9                                                          | 72 | Marco Bezzecchi       | Aprilia Racing                       | Aprilia | 11  | +11.300   | 13  | 1    |
| 10                                                         | 12 | Maverick Viñales      | Red Bull KTM Tech3                   | KTM     | 11  | +12.554   | 6   |      |
| 11                                                         | 37 | Pedro Acosta          | Red Bull KTM Factory Racing          | KTM     | 11  | +13.676   | 12  |      |
| 12                                                         | 42 | Álex Rins             | Monster Energy Yamaha Factory Racing | Yamaha  | 11  | +14.273   | 9   |      |
| 13                                                         | 23 | Enea Bastianini       | Red Bull KTM Tech3                   | KTM     | 11  | +14.408   | 20  |      |
| 14                                                         | 33 | Brad Binder           | Red Bull KTM Factory Racing          | KTM     | 11  | +15.459   | 18  |      |
| 15                                                         | 10 | Luca Marini           | Honda HRC Castrol                    | Honda   | 11  | +15.587   | 15  |      |
| 16                                                         | 1  | Jorge Martín          | Aprilia Racing                       | Aprilia | 11  | +15.775   | 14  |      |
| 17                                                         | 25 | Raúl Fernández        | Trackhouse Racing                    | Aprilia | 11  | +16.317   | 17  |      |
| 18                                                         | 7  | Augusto Fernández     | Prima Pramac Racing                  | Yamaha  | 11  | +17.922   | 19  |      |
| 19                                                         | 43 | Jack Miller           | Prima Pramac Racing                  | Yamaha  | 11  | +20.274   | 16  |      |
| 20                                                         | 35 | Somkiat Chantra       | LCR Honda Idemitsu                   | Honda   | 11  | +31.106   | 22  |      |
| Ret.                                                       | 5  | Johann Zarco          | LCR Honda Castrol                    | Honda   | 8   | Nedojel   | 7   |      |
| Nejrychlejší kolo: Marc Márquez (Ducati) 1:52.093 (kolo 5) |    |                       |                                      |         |     |           |     |      |
| OFFICIAL MOTOGP RACE REPORT                                |    |                       |                                      |         |     |           |     |      |

## Výsledky závodu MotoGP
| Poř.                                                          | Č. | Jezdec                | Tým                               | Výrobce | Kol | Čas       | St. | Body |
| ------------------------------------------------------------- | -- | --------------------- | --------------------------------- | ------- | --- | --------- | --- | ---- |
| 1                                                             | 93 | Marc Márquez          | Ducati Lenovo Team                | Ducati  | 22  | 41:29.186 | 1   | 25   |
| 2                                                             | 63 | Francesco Bagnaia     | Ducati Lenovo Team                | Ducati  | 22  | +4.535    | 11  | 20   |
| 3                                                             | 21 | Franco Morbidelli     | Pertamina Enduro VR46 Racing Team | Ducati  | 22  | +6.495    | 4   | 16   |
| 4                                                             | 5  | Johann Zarco          | Castrol Honda LCR                 | Honda   | 22  | +6.668    | 7   | 13   |
| 5                                                             | 54 | Fermín Aldeguer       | BK8 Gresini Racing MotoGP         | Ducati  | 22  | +7.484    | 8   | 11   |
| 6                                                             | 73 | Álex Márquez          | BK8 Gresini Racing MotoGP         | Ducati  | 22  | +9.764    | 2   | 10   |
| 7                                                             | 20 | Fabio Quartararo      | Monster Energy Yamaha MotoGP Team | Yamaha  | 22  | +12.895   | 3   | 9    |
| 8                                                             | 37 | Pedro Acosta          | Red Bull KTM Factory Racing       | KTM     | 22  | +14.219   | 12  | 8    |
| 9                                                             | 72 | Marco Bezzecchi       | Aprilia Racing                    | Aprilia | 22  | +14.368   | 13  | 7    |
| 10                                                            | 10 | Luca Marini           | Honda HRC Castrol                 | Honda   | 22  | +15.137   | 15  | 6    |
| 11                                                            | 23 | Enea Bastianini       | Red Bull KTM Tech3                | KTM     | 22  | +17.459   | 20  | 5    |
| 12                                                            | 42 | Álex Rins             | Monster Energy Yamaha MotoGP Team | Yamaha  | 22  | +17.563   | 9   | 4    |
| 13                                                            | 33 | Brad Binder           | Red Bull KTM Factory Racing       | KTM     | 22  | +17.632   | 18  | 3    |
| 14                                                            | 12 | Maverick Viñales      | Red Bull KTM Tech3                | KTM     | 22  | +17.800   | 6   | 2    |
| 15                                                            | 79 | Ai Ogura              | Trackhouse MotoGP Team            | Aprilia | 22  | +17.758   | 10  | 1    |
| 16                                                            | 49 | Fabio Di Giannantonio | Pertamina Enduro VR46 Racing Team | Ducati  | 22  | +26.340   | 5   |      |
| 17                                                            | 25 | Raúl Fernández        | Trackhouse MotoGP Team            | Aprilia | 22  | +26.925   | 17  |      |
| 18                                                            | 35 | Somkiat Chantra       | Idemitsu Honda LCR                | Honda   | 22  | +38.186   | 22  |      |
| Ret                                                           | 1  | Jorge Martín          | Aprilia Racing                    | Aprilia | 13  | Nehoda    | 14  |      |
| Ret                                                           | 7  | Augusto Fernández     | Prima Pramac Yamaha MotoGP        | Yamaha  | 13  | Nehoda    | 19  |      |
| Ret                                                           | 36 | Joan Mir              | Honda HRC Castrol                 | Honda   | 12  | Nedojel   | 21  |      |
| Ret                                                           | 43 | Jack Miller           | Prima Pramac Yamaha MotoGP        | Yamaha  | 9   | Nehoda    | 16  |      |
| Nejrychlejší kolo: Marc Márquez (Ducati) - 1:52.561 (kolo 19) |    |                       |                                   |         |     |           |     |      |
| OFFICIAL MOTOGP RACE REPORT                                   |    |                       |                                   |         |     |           |     |      |

## Pořadí jezdců MotoGP
|   | Poz. | Jezdec                | Bodů |
| - | ---- | --------------------- | ---- |
| 1 | 1    | Marc Márquez          | 123  |
| 1 | 2    | Álex Márquez          | 106  |
|   | 3    | Francesco Bagnaia     | 97   |
|   | 4    | Franco Morbidelli     | 78   |
|   | 5    | Fabio Di Giannantonio | 48   |

## Výsledky závodu Moto2
| Poř.                                                         | Č. | Jezdec                  | Tým                           | Výrobce    | Kol | Čas                | St. | Body |
| ------------------------------------------------------------ | -- | ----------------------- | ----------------------------- | ---------- | --- | ------------------ | --- | ---- |
| 1                                                            | 44 | Arón Canet              | Fantic Racing Lino Sonego     | Kalex      | 18  | 35:30.185          | 3   | 25   |
| 2                                                            | 53 | Deniz Öncü              | Red Bull KTM Ajo              | Kalex      | 18  | +1.103             | 7   | 20   |
| 3                                                            | 18 | Manuel González         | Liqui Moly Dynavolt Intact GP | Kalex      | 18  | +1.286             | 1   | 16   |
| 4                                                            | 27 | Daniel Holgado          | CFMoto Inde Aspar Team        | Kalex      | 18  | +4.021             | 5   | 13   |
| 5                                                            | 10 | Diogo Moreira           | Italtrans Racing Team         | Kalex      | 18  | +5.892             | 12  | 11   |
| 6                                                            | 7  | Barry Baltus            | Fantic Racing Lino Sonego     | Kalex      | 18  | +6.158             | 9   | 10   |
| 7                                                            | 13 | Celestino Vietti        | Team HDR Heidrun              | Boscoscuro | 18  | +9.821             | 14  | 9    |
| 8                                                            | 24 | Marcos Ramírez          | OnlyFans American Racing Team | Kalex      | 18  | +9.991             | 10  | 8    |
| 9                                                            | 75 | Albert Arenas           | Italjet Gresini Moto2         | Kalex      | 18  | +10.839            | 4   | 7    |
| 10                                                           | 12 | Filip Salač             | Elf Marc VDS Racing Team      | Boscoscuro | 18  | +10.879            | 8   | 6    |
| 11                                                           | 80 | David Alonso            | CFMoto Inde Aspar Team        | Kalex      | 18  | +11.523            | 11  | 5    |
| 12                                                           | 84 | Zonta van den Goorbergh | RW-Idrofoglia Racing GP       | Kalex      | 18  | +11.925            | 11  | 4    |
| 13                                                           | 95 | Collin Veijer           | Red Bull KTM Ajo              | Kalex      | 18  | +13.048            | 20  | 3    |
| 14                                                           | 81 | Senna Agius             | Liqui Moly Dynavolt Intact GP | Kalex      | 18  | +13.963            | 13  | 2    |
| 15                                                           | 16 | Joe Roberts             | OnlyFans American Racing Team | Kalex      | 18  | +17.642            | 23  | 1    |
| 16                                                           | 21 | Alonso López            | Team HDR Heidrun              | Boscoscuro | 18  | +18.368            | 18  |      |
| 17                                                           | 99 | Adrián Huertas          | Italtrans Racing Team         | Kalex      | 18  | +18.919            | 16  |      |
| 18                                                           | 4  | Iván Ortolá             | QJMotor – Frinsa – MSi        | Boscoscuro | 18  | +20.138            | 25  |      |
| 19                                                           | 3  | Sergio García           | QJMotor – Frinsa – MSi        | Boscoscuro | 18  | +20.473            | 27  |      |
| 20                                                           | 14 | Tony Arbolino           | Blu Cru Pramac Yamaha Moto2   | Boscoscuro | 18  | +20.430            | 22  |      |
| 21                                                           | 11 | Álex Escrig             | Klint Forward Factory Team    | Forward    | 18  | +22.679            | 19  |      |
| 22                                                           | 28 | Izan Guevara            | Blu Cru Pramac Yamaha Moto2   | Boscoscuro | 18  | +24.549            | 26  |      |
| 23                                                           | 64 | Mario Aji               | Idemitsu Honda Team Asia      | Kalex      | 18  | +25.409            | 17  |      |
| 24                                                           | 92 | Yuki Kunii              | Idemitsu Honda Team Asia      | Kalex      | 18  | +29.608            | 28  |      |
| 25                                                           | 9  | Jorge Navarro           | Klint Forward Factory Team    | Forward    | 16  | +2 kola            | 21  |      |
| Ret                                                          | 96 | Jake Dixon              | Elf Marc VDS Racing Team      | Boscoscuro | 11  | Nehoda             | 2   |      |
| Ret                                                          | 15 | Darryn Binder           | Italjet Gresini Moto2         | Kalex      | 4   | Technické problémy | 15  |      |
| Ret                                                          | 71 | Ayumu Sasaki            | RW-Idrofoglia Racing GP       | Kalex      | 2   | Nehoda             | 24  |      |
| Nejrychlejší kolo: Barry Baltus (Kalex) - 1:57.646 (kolo 11) |    |                         |                               |            |     |                    |     |      |
| OFFICIAL MOTO2 RACE REPORT                                   |    |                         |                               |            |     |                    |     |      |

## Výsledky závodu Moto3
| Poř.                                                     | Č. | Jezdec             | Tým                           | Výrobce | Kol | Čas                | St. | Body |
| -------------------------------------------------------- | -- | ------------------ | ----------------------------- | ------- | --- | ------------------ | --- | ---- |
| 1                                                        | 36 | Ángel Piqueras     | Frinsa – MT Helmets – MSi     | KTM     | 16  | 33:17.268          | 5   | 25   |
| 2                                                        | 72 | Taiyo Furusato     | Honda Team Asia               | Honda   | 16  | +0.009             | 12  | 20   |
| 3                                                        | 6  | Ryusei Yamanaka    | Frinsa – MT Helmets – MSi     | KTM     | 16  | +0.042             | 1   | 16   |
| 4                                                        | 66 | Joel Kelso         | LevelUp – MTA                 | KTM     | 16  | +0.097             | 2   | 13   |
| 5                                                        | 54 | Riccardo Rossi     | Rivacold Snipers Team         | Honda   | 16  | +7.295             | 4   | 11   |
| 6                                                        | 64 | David Muñoz        | Liqui Moly Dynavolt Intact GP | KTM     | 16  | +10.309            | 11  | 10   |
| 7                                                        | 58 | Luca Lunetta       | Sic58 Squadra Corse           | Honda   | 16  | +10.474            | 17  | 9    |
| 8                                                        | 82 | Stefano Nepa       | Sic58 Squadra Corse           | Honda   | 15  | +10.561            | 15  | 8    |
| 9                                                        | 10 | Nicola Carraro     | Rivacold Snipers Team         | Honda   | 16  | +12.115            | 10  | 7    |
| 10                                                       | 94 | Guido Pini         | Liqui Moly Dynavolt Intact GP | KTM     | 16  | +12.121            | 9   | 6    |
| 11                                                       | 83 | Álvaro Carpe       | Red Bull KTM Ajo              | KTM     | 16  | +12.165            | 6   | 5    |
| 12                                                       | 19 | Scott Ogden        | CIP Green Power               | KTM     | 16  | +12.251            | 14  | 4    |
| 13                                                       | 21 | Ruché Moodley      | Denssi Racing – Boé           | KTM     | 16  | +12.444            | 20  | 3    |
| 14                                                       | 12 | Jacob Roulstone    | Red Bull KTM Tech3            | KTM     | 16  | +12.847            | 2   | 2    |
| 15                                                       | 73 | Valentín Perrone   | Red Bull KTM Tech3            | KTM     | 16  | +20.102            | 19  | 1    |
| 16                                                       | 22 | David Almansa      | Leopard Racing                | Honda   | 16  | +24.334            | 8   |      |
| 17                                                       | 55 | Noah Dettwiler     | CIP Green Power               | KTM     | 16  | +29.130            | 24  |      |
| 18                                                       | 8  | Eddie O'Shea       | Gryd – MLav Racing            | Honda   | 16  | +29.158            | 23  |      |
| 19                                                       | 5  | Tatchakorn Buasri  | Honda Team Asia               | Honda   | 16  | +29.352            | 18  |      |
| Ret                                                      | 99 | José Antonio Rueda | Red Bull KTM Ajo              | KTM     | 15  | Technické problémy | 3   |      |
| Ret                                                      | 78 | Joel Esteban       | Red Bull KTM Tech3            | KTM     | 12  | Nehoda             | 21  |      |
| Ret                                                      | 31 | Adrián Fernández   | Leopard Racing                | Honda   | 9   | Nedojel            | 7   |      |
| Ret                                                      | 14 | Cormac Buchanan    | Denssi Racing – Boé           | KTM     | 8   | Nehoda             | 16  |      |
| Ret                                                      | 71 | Dennis Foggia      | CFMoto Gaviota Aspar Team     | KTM     | 3   | Nehoda             | 13  |      |
| Nejrychlejší kolo: David Muñoz (KTM) - 2:03.743 (kolo 8) |    |                    |                               |         |     |                    |     |      |
| OFFICIAL MOTO3 RACE REPORT                               |    |                    |                               |         |     |                    |     |      |

## Startovní listina MotoGP
| Tovární týmy                      | Tovární týmy | Tovární týmy            | Tovární týmy | Tovární týmy          |
| Tým                               | Konstruktér  | Motorka                 | st.č.        | Jezdec                |
| --------------------------------- | ------------ | ----------------------- | ------------ | --------------------- |
| Aprilia Racing                    | Aprilia      | Aprilia RS-GP25         | 1            | Jorge Martín          |
| Aprilia Racing                    | Aprilia      | Aprilia RS-GP25         | 72           | Marco Bezzecchi       |
| Ducati Lenovo Team                | Ducati       | Ducati Desmosedici GP25 | 63           | Francesco Bagnaia     |
| Ducati Lenovo Team                | Ducati       | Ducati Desmosedici GP25 | 93           | Marc Márquez          |
| Honda HRC Castrol                 | Honda        | Honda RC213V            | 10           | Luca Marini           |
| Honda HRC Castrol                 | Honda        | Honda RC213V            | 36           | Joan Mir              |
| Red Bull KTM Factory Racing       | KTM          | KTM RC16                | 33           | Brad Binder           |
| Red Bull KTM Factory Racing       | KTM          | KTM RC16                | 37           | Pedro Acosta          |
| Monster Energy Yamaha MotoGP      | Yamaha       | Yamaha YZR-M1           | 20           | Fabio Quartararo      |
| Monster Energy Yamaha MotoGP      | Yamaha       | Yamaha YZR-M1           | 42           | Álex Rins             |
| Satelitní týmy                    |              |                         |              |                       |
| Tým                               | Konstruktér  | Motorka                 | st.č.        | Jezdec                |
| Trackhouse MotoGP Team            | Aprilia      | Aprilia RS-GP           | 25           | Raúl Fernández        |
| Trackhouse MotoGP Team            | Aprilia      | Aprilia RS-GP           | 79           | Ai Ogura              |
| Pertamina Enduro VR46 Racing Team | Ducati       | Ducati Desmosedici GP24 | 21           | Franco Morbidelli     |
| Pertamina Enduro VR46 Racing Team | Ducati       | Ducati Desmosedici GP25 | 49           | Fabio Di Giannantonio |
| Gresini Racing MotoGP             | Ducati       | Ducati Desmosedici GP24 | 54           | Fermín Aldeguer       |
| Gresini Racing MotoGP             | Ducati       | Ducati Desmosedici GP24 | 73           | Álex Márquez          |
| LCR Honda Castrol                 | Honda        | Honda RC213V            | 5            | Johann Zarco          |
| LCR Honda IDEMITSU                | Honda        | Honda RC213V            | 35           | Somkiat Chantra       |
| Red Bull KTM Tech3                | KTM          | KTM RC16                | 12           | Maverick Viñales      |
| Red Bull KTM Tech3                | KTM          | KTM RC16                | 23           | Enea Bastianini       |
| Prima Pramac Yamaha               | Yamaha       | Yamaha YZR-M1           | 43           | Jack Miller           |
| Prima Pramac Yamaha               | Yamaha       | Yamaha YZR-M1           | 7            | Augusto Fernández     |

| Legenda                 |
| ----------------------- |
| Stálý jezdec            |
| Nováček                 |
| Jezdec na divokou kartu |
| Náhradní jezdec         |

| Předchozí Velká cena: Velká cena Amerik 2025 | Mistrovství světa silničních motocyklů 2025 | Následující Velká cena: Velká cena Španělska 2025 |
| Předchozí ročník: Velká cena Kataru 2024     | Velká cena Kataru silničních motocyklů      | Následující ročník: Velká cena Kataru 2026        |